# Garcinia mannii
Garcinia mannii är en tvåhjärtbladig växtart som beskrevs av Daniel Oliver. Garcinia mannii ingår i släktet Garcinia och familjen Clusiaceae. Inga underarter finns listade i Catalogue of Life.